# 도깨비 문자
도깨비 문자란 대한민국의 중고등학생들이 또래간 통신, 또는 혼자 비밀리에 사용하기 위해 만든 글자, 또는 암호를 두루 일컫는 이름이다. 도깨비 글자, 도깨비 글씨라고도 한다. 그 종류와 모양은 일정하지 않고 다양하나, 대부분 한글 자모 하나에 도깨비 문자 하나가 일대일 대응하는 가장 단순한 형태의 암호 같은 것이다. 외우기 쉽도록 한글이나 영문(로마자)을 살짝만 바꾸는 등, 기존 문자에 바탕을 두고 변형시킨 것과 임의의 부호와 도형을 대응시킨 것등이 있다. 도깨비 문자의 사용은 일반적으로 남학생보다 여학생들에게 많다. 조선 시대에는 궁녀들이 한글 자음은 그대로  쓰고 한숫자(一,二,三)를 모음에 대응시킨 일종의 암호를 사용하였다는 기록이 있다.
베이비복스 전 멤버인 심은진은 자신의 앨범에 그리스 문자를 한글 자모에 하나씩 짝지은 도깨비 문자를 넣기도 하였다.

## 같이 보기
- 도깨비말
- 리트 (인터넷)